# 아시아 테크 서밋
아시아 테크 서밋(Asia Tech Summit)은 ZDNet Korea가 매년 주최하는 AI 컨퍼런스로, 아시아권에서 영향력을 갖는 산학계 인사들을 초빙하여, IT 및 AI관련 업계 종사자들을 대상으로 하는 컨퍼런스이다.

## Asia Tech Summit(ATS) 2018
- Asia Tech Summit 2018
- 주제 : AI, 이제는 플랫폼이다.
- 일시 : 2018. 12. 12.(수)
- 장소 : 포시즌스 호텔 서울, 3층 그랜드볼룸
- 기조연설자 : Chetan Kumar Krishnamurthy(IBM APAC WATSON 총괄), 서정식(현대기아자동차그룹, ICT본부장, 전무), 박선정(Microsoft APAC본부 정책협력법무실 지사장), Andy Waroma(Cloud Comrade, CEO), 등
- 후원 : IBM, SUCUI, HPE, ZUNGWON, Insider, TOROOC, Cloud Comrade, Motilink
- 홈페이지 : https://ats.zdnet.co.kr/
- 관련기사 : "AI가 진화한다…기술→플랫폼으로"

## Asia Tech Summit(ATS) 2017
- Asia Tech Summit 2017
- 주제 : 인공지능이 열어가는 비즈니스의 미래
- 일시 : 2017. 11. 22.(수)
- 장소 : 포시즌스 호텔 서울, 3층 그랜드볼룸
- 기조연설자 : 데브 무커지(IBM APAC WATSON기술 총괄), 팬 팬(Alibaba Cloud 인공지능부문 개발 책임자), 스기야마 마사시(일본 이화학연구소(RIKEN) 혁신지능통합연구센터장), 김진형(지능정보기술연구원(AIRI) 원장), 등
- 후원 : 과학기술정보통신부, 대통령직속 4차산업혁명위원회, 마이다스아이티, 슈나이더일렉트릭, 뤼이드
- 홈페이지 : https://ats.zdnet.co.kr/1st/
- 관련기사 : "AI는 비즈니스의 미래를 어떻게 바꿀까"